# Reggie Lewis
Reggie Lewis, född 21 november 1965 i Baltimore i Maryland, död 27 juli 1993 i Waltham i Massachusetts, var en amerikansk professionell basketspelare, som spelade för Boston Celtics i NBA. Han avled av plötslig hjärtdöd under ett träningspass.
Han var släkt med Terry Dozier och P.J. Dozier.

## Lag
- Boston Celtics (1987–1993)

## Fotnoter
1. 1 2  SNAC, SNAC Ark-ID: w6k438fr, läs online, läst: 9 oktober 2017.[källa från Wikidata]
2. 1 2  Find a Grave, Find A Grave-ID: 6525322, läs online, läst: 9 oktober 2017.[källa från Wikidata]
3. ↑  Find a Grave, Find A Grave-ID: 6525322, läs online, läst: 8 januari 2022.[källa från Wikidata]
4. ↑  College Basketball at Sports-Reference.com, läst: 28 juli 2020.[källa från Wikidata]
5. ↑  RealGM, RealGM basketbollspelar-ID: 4616, läst: 4 april 2022.[källa från Wikidata]
6. ↑  Quinn, Justin (17 september 2022). ”Former Celtics G Leaguer PJ Dozier inks one-year deal with Minnesota Timberwolves”. Yahoo!. https://money.yahoo.com/celtics-g-league-alum-pj-172818568.html. Läst 4 juli 2024.